# Ferrovia Lecco-Bergamo
La ferrovia Lecco-Bergamo è una linea ferroviaria di proprietà statale a scartamento ordinario che unisce le città lombarde di Lecco e Bergamo.
La gestione dell'infrastruttura e degli impianti ferroviari è affidata a RFI SpA, società del gruppo Ferrovie dello Stato, che qualifica la linea come complementare.
Il servizio passeggeri è svolto da treni regionali Trenord.

## Storia
La linea fu costruita dalla Società delle Strade Ferrate della Lombardia e dell'Italia Centrale e aperta al traffico il 4 novembre 1863.
Dal 1873 il tronco da Lecco a Calolziocorte viene utilizzato anche dalla linea Lecco-Milano.
Dal 1889, con il completamento della tratta Carnate-Ponte San Pietro, il tronco Bergamo-Ponte San Pietro viene utilizzato anche dalla linea Seregno-Bergamo.
Nel 2015 la provincia insieme alla regione e ad alcuni parlamentari orobici hanno chiesto e ottenuto dal governo il raddoppio della tratta compresa tra Ponte San Pietro e Montello, al fine di istituire in futuro un servizio ferroviario di tipo metropolitano tra i due comuni bergamaschi passante per il capoluogo. Nel 2017, in attesa dell'approvazione definitiva del progetto, è stata inaugurata la stazione di Bergamo Ospedale, a servizio dell'ospedale Papa Giovanni XXIII, inaugurato pochi anni prima.
Nel febbraio 2024 sono iniziati i lavori di raddoppio del tratto compreso fra Bergamo e Curno, dove sorgerà una nuova stazione, con conseguente soppressione del servizio e sostituzione con autocorse.

## Caratteristiche
La linea è una ferrovia a scartamento ordinario da 1435 mm e a binario semplice, tranne la tratta Lecco-Calolziocorte, comune con la linea proveniente da Milano, a doppio binario.
La linea è elettrificata con tensione da 3000 volt in corrente continua.
Dal punto di vista della circolazione ferroviaria, la linea è esercita in regime di Dirigenza Locale.

### Percorso
| Continuation backward |

| Station on track |

| Small bridge over water |

| Unknown route-map component "CONTgq" | Unknown route-map component "ABZgr" |  |

| Station on track |

| Stop on track |

| Station on track |

| Unknown route-map component "CONTgq" | Unknown route-map component "ABZgr" |  |

| Station on track |

| Small bridge over water |

| Stop on track |

| Station on track |

| Unknown route-map component "CONTgq" | Unknown route-map component "ABZg+r" |  |

| Station on track |

| Small bridge over water |

| Stop on track |

| Unknown route-map component "CONTgq" | Unknown route-map component "ABZg+r" |  |

|  |  | Station on track | Urban head station | Unknown route-map component "exvKBHFa" |

|  |  | Unknown route-map component "eABZg+l" | Unknown route-map component "uemKRZ" | Unknown route-map component "exvABZgr-STR" |

|  |  | Unknown route-map component "eABZg+l" | Unknown route-map component "uemKRZ" | Unknown route-map component "exvSTR-ABZgr" |

|  |  | Straight track | Unknown route-map component "uCONTf" | Unknown route-map component "exvCONTf" |

| Continuation forward |

## Traffico
Il traffico è composto da treni regionali Trenord serventi la direttrice Lecco-Bergamo, con fermata in tutte le stazioni escluse Lecco Maggianico e Bergamo Ospedale.
Il servizio prevede corse con frequenze orarie lungo l'arco della giornata, sia nei giorni feriali sia in quelli festivi.
Durante i lavori di raddoppio del binario tra Bergamo e Ponte San Pietro iniziati nel febbraio 2024, la tratta in oggetto è sostituita da autocorse, in coincidenza con i treni a quest’ultima stazione.
Sulla linea sono impiegati i treni ETR.204 ed ETR.103 di Trenord.